# Zabius gaucho
Espèce
Zabius gaucho est une espèce de scorpions de la famille des Buthidae.

## Distribution
Cette espèce est endémique du Rio Grande do Sul au Brésil. Elle se rencontre vers Taquara et Nova Petrópolis.

## Description
La femelle holotype mesure 55,3 mm, les femelles mesurent de 41,7 à 55,3 mm.

## Publication originale
- Acosta, Candido, Buckup & Brescovit, 2008 : « Description of Zabius gaucho (Scorpiones, Buthidae), a new species from southern Brazil, with an update about the generic diagnosis. » Journal of Arachnology, vol. 36, no 3, p. 491-501 (texte intégral).